# Archytas (cràter)
Archytas és un cràter d'impacte lunar que sobresurt en l'extrem nord del Mare Frigoris. Al nord-oest està el cràter Timaeus de grandària comparable, i el més petit Protàgores es troba en la ubicació oposada cap al sud-est. Al sud-oest, més enllà de la vora oposada del mar, hi ha el cràter Plató amb una plataforma més fosca.
La vora d'Archytas és afilada i mostra poca aparença d'erosió deguts a d'impactes posteriors. La paret exterior és gairebé circular, amb una lleugera corba cap a fora al sud-est. L'interior és aspre, amb un anell de material dipositat a la base de la paret interior. Just a l'est del punt mitjà del cràter apareix un parell de becs centrals.
La superfície que envolta el cràter és relativament suau cap al sud a causa dels fluxos de lava que van formar el mar. La superfície ha resistit més al nord i nord-est. El cràter satèl·lit Archytas B, situat al nord-oest d'Archytas, forma una badia inundada de lava al llarg de la vora de la Mare Frigoris.
|  |  |  |

## Cràters satèl·lit
Per convenció aquests elements són identificats en els mapes lunars posant la lletra en el costat del punt mitjà del cràter que està més prop d'Archytas.
|          | \| Archytas \| Coordenades \| Diàmetre \| \| -------- \| ------------------------------------ \| -------- \| \| B \| 61° 18′ N, 3° 12′ E / 61.3°N,3.2°E \| 36 km \| \| D \| 63° 30′ N, 11° 48′ E / 63.5°N,11.8°E \| 43 km \| \| G \| 55° 36′ N, 0° 30′ E / 55.6°N,0.5°E \| 7 km \| \| K \| 62° 36′ N, 7° 42′ E / 62.6°N,7.7°E \| 15 km \| \| L \| 56° 12′ N, 0° 54′ E / 56.2°N,0.9°E \| 5 km \| \| U \| 62° 48′ N, 9° 12′ E / 62.8°N,9.2°E \| 8 km \| \| W \| 61° 12′ N, 5° 12′ E / 61.2°N,5.2°E \| 6 km \| |          |
| Archytas | Coordenades | Diàmetre |
| B        | 61° 18′ N, 3° 12′ E / 61.3°N,3.2°E | 36 km    |
| D        | 63° 30′ N, 11° 48′ E / 63.5°N,11.8°E | 43 km    |
| G        | 55° 36′ N, 0° 30′ E / 55.6°N,0.5°E | 7 km     |
| K        | 62° 36′ N, 7° 42′ E / 62.6°N,7.7°E | 15 km    |
| L        | 56° 12′ N, 0° 54′ E / 56.2°N,0.9°E | 5 km     |
| U        | 62° 48′ N, 9° 12′ E / 62.8°N,9.2°E | 8 km     |
| W        | 61° 12′ N, 5° 12′ E / 61.2°N,5.2°E | 6 km     |